# Stuzzicadenti

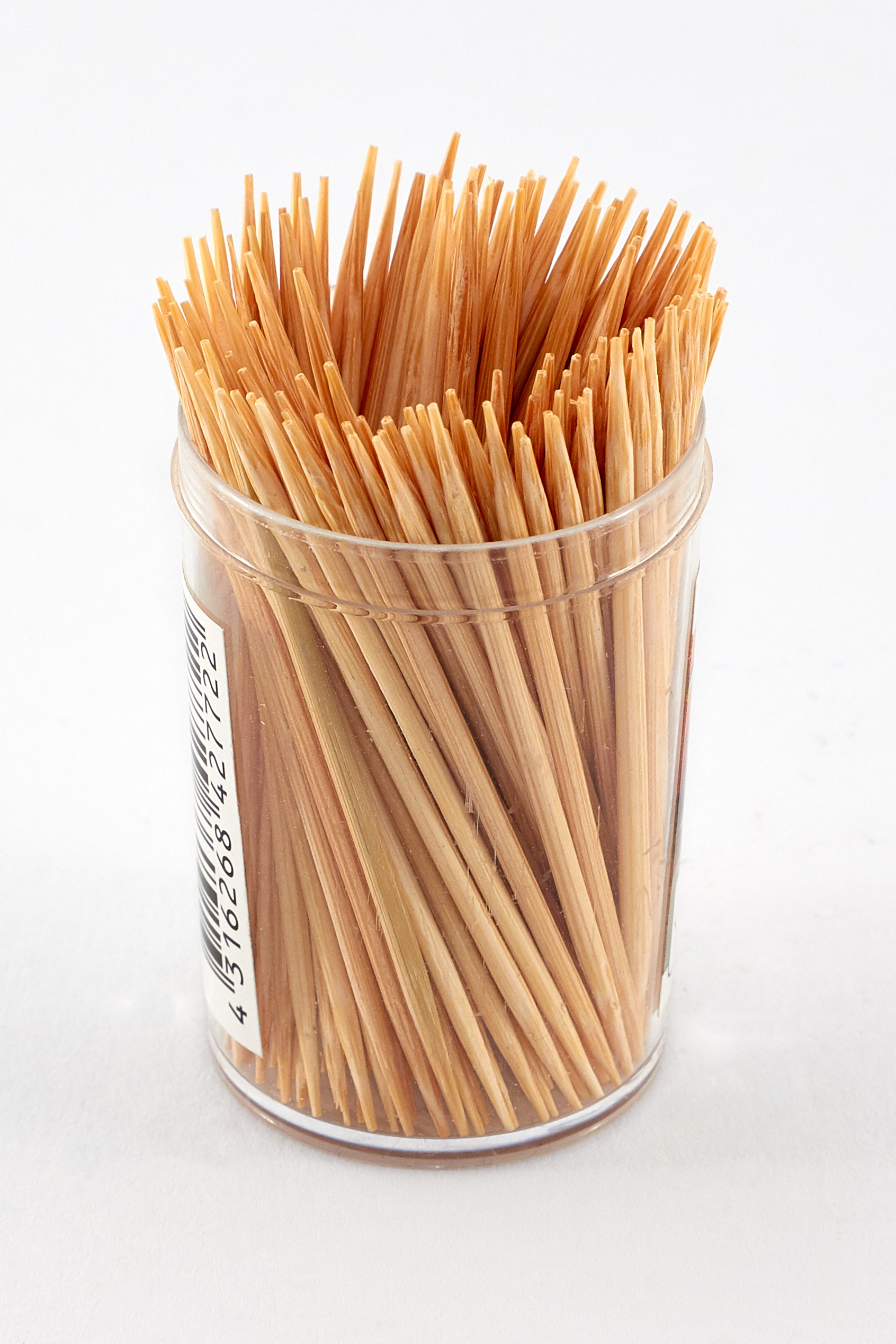
Stuzzicadenti di legno

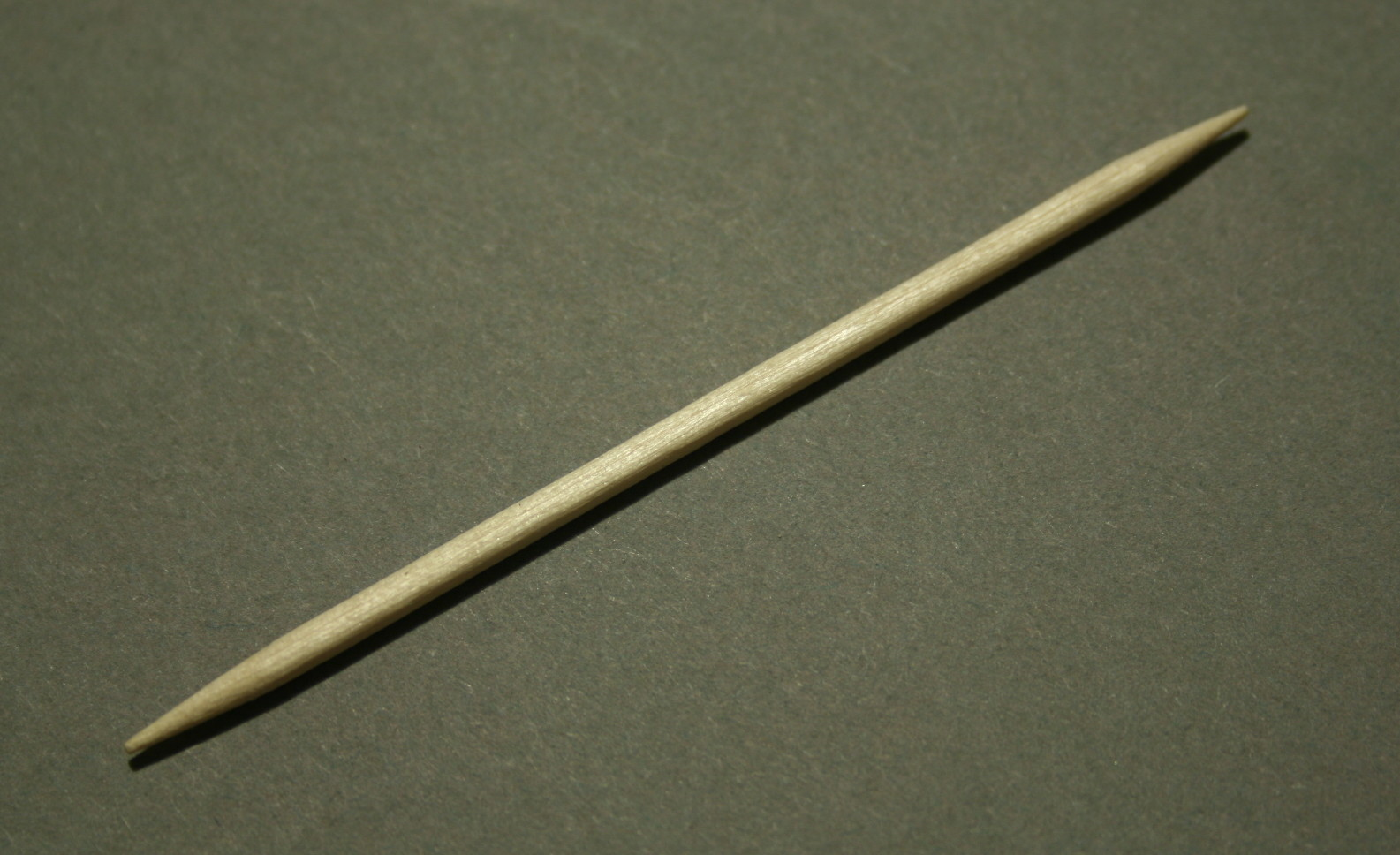
Uno stuzzicadenti

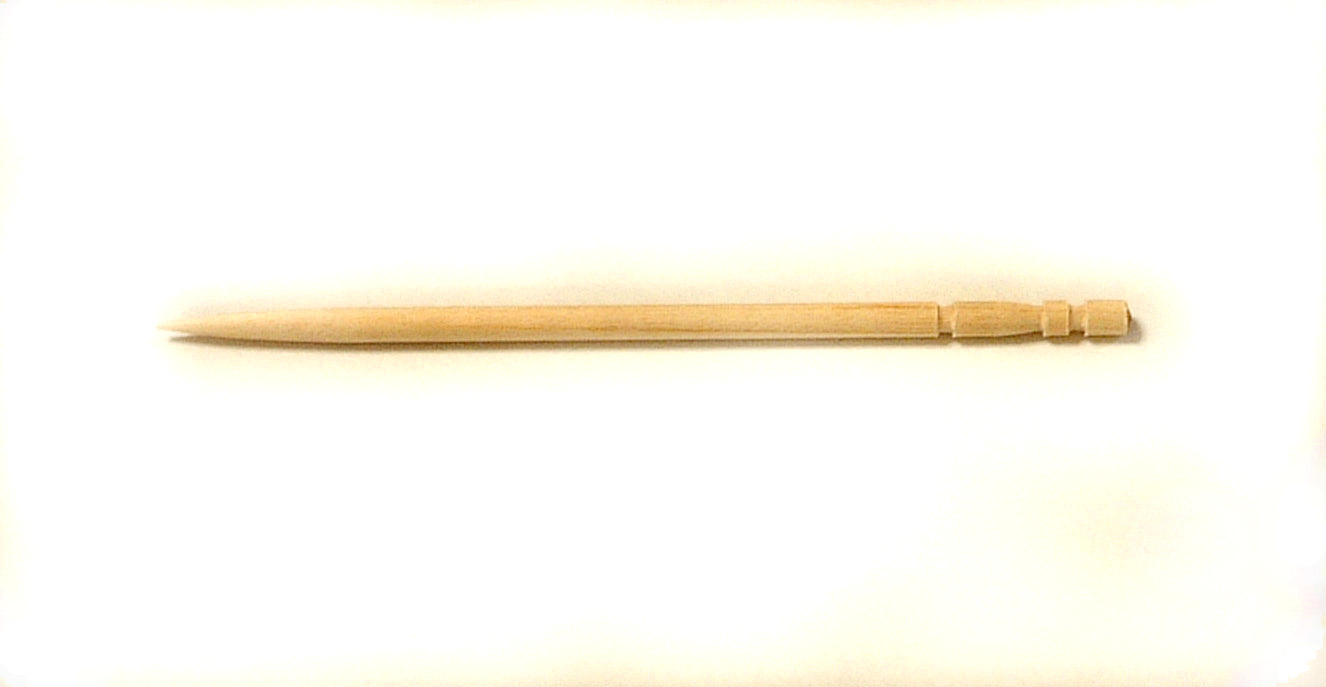
Stuzzicadenti in stile giapponese (爪楊枝 Tumayouji)

Lo stuzzicadenti (o stecchino), comunemente in legno, è un oggetto usato per rimuovere residui di cibo rimasti fra i denti;, le estremità a punta ne facilitano la pulizia.
Impiegato anche in cucina per portare cibo alla bocca (collocato su olive o cubetti di formaggio ad'esempio serviti come aperitivo), permette inoltre di realizzare alcuni piatti (quali gli involtini),  andando a fissare una pietanza dopo che sia stata farcita.

## Storia
Lo stuzzicadenti esiste da migliaia di anni; probabilmente è il più vecchio strumento per la pulizia dentale. Gli stuzzicadenti sono ben conosciuti in tutte le culture; addirittura sono stati ritrovati stuzzicadenti in bronzo in tombe preistoriche nel Nord Italia e nelle Alpi orientali. Era ben conosciuto anche in Mesopotamia.
Nel XVII secolo gli stuzzicadenti divennero oggetti di lusso assimilabili a gioielli. Venivano creati con metalli preziosi.
Recentemente, con l'avvento dell'odontoiatria moderna, l'uso dello stuzzicadenti è stato pian piano sostituito da strumenti quali il filo interdentale e lo spazzolino da denti. Tuttavia esiste uno strumento, lo stimolatore interdentale in legno che si può considerare una versione più evoluta dello stuzzicadenti. Il suo uso non è consigliabile per tutti i pazienti, ma ne va valutata l'utilità da caso a caso da parte del dentista o dell'igienista dentale, ai quali spetta anche istruire per un uso corretto. Infatti l'uso incongruo dello stimolatore può danneggiare la papilla gengivale o i tessuti radicolari.
Attualmente è considerato un gesto poco cortese ostentare l'utilizzo dello stuzzicadenti in luoghi pubblici, ad esempio al ristorante.